# Franz Sommerfeld

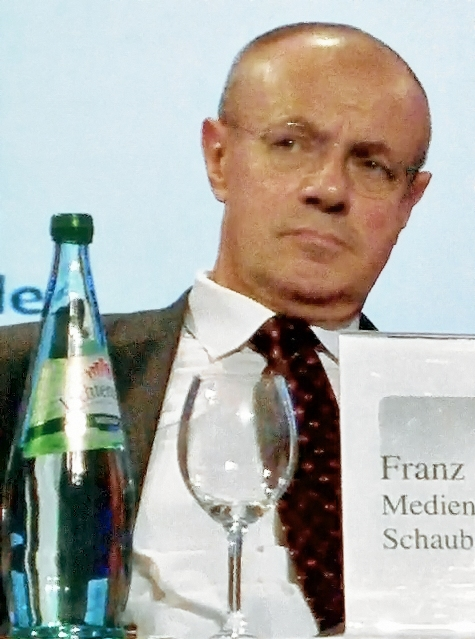
Franz Sommerfeld im Mai 2010

Franz Sommerfeld (* 15. August 1949 in Leer (Ostfriesland) als Franz Hutzfeldt) ist ein deutscher ehemaliger Studentenfunktionär, Autor, Journalist und Medienmanager.

## Leben
Sommerfeld wuchs in Leer auf und besuchte das Ubbo-Emmius-Gymnasium. Danach studierte er evangelische Theologie an der Johannes Gutenberg-Universität Mainz. 
Sommerfeld war seit den 1970er Jahren Mitglied der DKP. 1973 wurde er Sekretär des Marxistischen Studentenbunds Spartakus (MSB) und war verantwortlicher Redakteur des MSB-Studenten-Magazins Rote Blätter. Als 1983 die Deutsche Volkszeitung (DVZ) mit der Zeitung Die Tat der VVN fusionierte, wurde Sommerfeld dort Chefredakteur. Als die Basis der künftigen Beiträge betrachtete er die Erkenntnis, dass das Grundübel aller drohenden Gefahren bis hin zur Vernichtung des Planeten „der Privatbesitz an Produktionsmitteln“ sei.
Seit Ende der 1980er Jahre wechselte die DVZ auf den Perestroika-Kurs von Michail Gorbatschow. Der Historiker Dirk Mellies sieht in Sommerfeld einen der Hauptakteure dieser innerhalb der Linken kontrovers diskutierten Richtungsänderung.
Als Ende 1989 die DVZ zunächst in Liquidation ging und anschließend in der Wochenzeitung Freitag aufging, gehörte Sommerfeld nach Selbstaussage zu den Neugründern. Er war dann dort als Redakteur tätig. 1991 wurde er Reporter, 1994 politischer Korrespondent und 1997 stellvertretender Chefredakteur der Berliner Zeitung. Nach Meinung des Zeit-Journalisten Winfried Konrad nahm er auf diesem Weg eine Revision seiner „links geprägten“ Grundauffassung hin zu einer „staatstragenden“ Haltung vor.
1999 wurde er Chefredakteur der Mitteldeutschen Zeitung und wechselte 2000 in gleicher Funktion zum Kölner Stadt-Anzeiger.
Seit 2005 war Sommerfeld als Jury-Mitglied für den Theodor-Wolff-Preis tätig. 2013 wechselte er dort in das Kuratorium. 2007 erhielten er und der stellvertretende Chefredakteur Anton Sahlender von der Würzburger Main-Post im Rahmen der Auszeichnung „Journalisten des Jahres“ des Medium Magazins zu gleichen Teilen den Preis in der Kategorie „Lokal: Autoren und Chefredakteure“. Sommerfeld habe, hieß es, „als regionaler Chefredakteur […] 2007 strategisches Können gezeigt“. Seit 2008 ist Sommerfeld Mitglied der 40-köpfigen Jury.
2009 wurde er in den Vorstand der Mediengruppe M. DuMont Schauberg berufen und trat 2014 in den Ruhestand.

## Schriften
- mit Beate Landefeld und Bernd Gäbler: Sackgassen und Irrwege. „Links“opportunistische Strömungen in der Studentenbewegung. Mit Beiträgen von Bernd Gäbler, Werner van Haren, Rainer Krings, Beate Landefeld, Franz Sommerfeld und Gaby Zipfel. Weltkreis, Dortmund 1979.
- mit Werner van Haren als Hrsg.: Polen: Kirche, KOR, Kommunismus? Plambeck, Neuss 1981.
- als Hrsg.: Pioniere im neuen Deutschland. Westöstliche Porträts. Rowohlt Taschenbuch-Verlag, Reinbek bei Hamburg 1993, ISBN 3-499-19365-5.
- Der Moscheestreit. Eine exemplarische Debatte über Einwanderung und Integration. Kiepenheuer & Witsch, Köln 2008, ISBN 978-3-462-04010-4.